# Cantus firmus
Cantus firmus je pevný předem daný hlas, je to základní melodie v kontrapunktických skladbách. Bývá komponován jako první a výchozí. Pravidla kompozice jsou mimořádně přísná. Cantem firmem ve vícehlasých mších jsou často melodie gregorianského chorálu (ten je sám o sobě jednohlasý).